# Pascal Plovie
Pascal Plovie (Brugge, 1965. május 7. – ) belga válogatott labdarúgó.

## Pályafutása

### Klubcsapatban
Pályafutása során két csapatban, a Club Brugge-ben (1984–86, 1988–96) és a Royal Antwerpben (1986–88, 1996–98) játszott. A belga bajnokságot három alkalommal (1990, 1992, 1996) a belga kupát négy alkalommal (1986, 1991, 1995, 1996) nyerte meg a Bruges színeiben. 

### A válogatottban
1987 és 1992 között 5 alkalommal szerepelt a belga válogatottban. Részt vett az 1990-es világbajnokságon.

## Sikerei
Club brugge
- Belga bajnok (3): 1989–90, 1991–92, 1995–96
- Belga kupagyőztes (4): 1985–86, 1990–91, 1994–95, 1995–96